# Auto motor und sport
Pour les articles homonymes, voir AMS.
auto motor und sport (AMS) est une revue bimensuelle allemande consacrée à l’automobile. Elle est publiée par le groupe Motor Presse Stuttgart du groupe Gruner + Jahr. Sa diffusion est d’environ 345 000 exemplaires en 2015. Elle a été créée en 1946 par Paul Pietsch, Ernst Troeltsch et Joeef Hummel sous le nom Das Auto.
Dans les années 1980, Norbert Haug avait la direction de la rubrique sport mécanique du magazine avant de devenir le directeur d'édition en 1988.